# Farley, Iowa
Farley är en ort i Dubuque County i delstaten Iowa, USA.